# Плугару, Алина
Али́на Плуга́ру (рум. Alina Plugaru; 18 декабря 1987, Васлуй, СРР) — румынская порноактриса.

## Карьера
В 15 лет попробовала себя в модельном бизнесе. Два года работала танцовщицей. В 2007 году появилась информация об участии её в выборах в Европарламент (от Демократической либеральной партии Румынии), что вызвало ожесточенную дискуссию в румынском обществе.
24 сентября 2009 Плугару объявила, что прекращает сниматься в порно, однако не исключила возможность участвовать в эротических фотосессиях.

## Премии и номинации
- 2008 — Best Romanian Porn Actress — The Romanian Erotic Industry Awards (PIER 2008)
- 2009 — Best Romanian Porn Actress — The Romanian Erotic Industry Awards (PIER 2009)
- 2011 — Best Show for the Erotic Dreams Show by Alina Plugaru — The Romanian Erotic Industry Awards (PIER 2011)